# Nepals præsidenter
Nepals præsident (formelt Præsidenten for Den føderale demokratiske republik Nepal (nepalesisk: नेपालको राष्ट्रपति, Nēpālakō rāṣṭrapati) er Nepals statsoverhovede og formelt øverstbefalende for Nepals væbnede styrker.
Embedet blev etableret den 28. maj 2008, da et nyvalgt forfatningsgivende parlament med overvældende majoritet besluttede af afskaffe monarkiet og udråbe Nepal til en republik. Præsidentembedet blev besat første gang den 21. juli 2008, da Ram Baran Yadav blev indsat som præsident. Den nuværende præsident (2019) er Bidhya Devi Bhandari, der blev valgt i oktober 2015. Hun er det første kvindelige nepalesiske statsoverhoved.

## Valg og beføjelser
Præsidenten vælges af et valgmandskollegium bestående af medlemmerne af Nepals parlament og af medlemmerne af Nepals provinsforsamling.
Den kandidat, der får flest stemmer, er valgt. Har ingen kandidat opnået absolut flertal i første valgrunde, afholdes en anden valgrunde med deltagelse af de to kandidater, der opnåede flest stemmer i første runde.

### Valgperiode
Præsidenten vælges for en periode på fem år. En præsident kan højst sidde i to perioder.

### Beføjelser
Præsidentens beføjelser er næsten alene ceremonielle. Ifølge forfatningen er præsidentens primære opgave at sikre overholdelsen af Nepals forfatning. I henhold til Nepals forfatning er den udøvende magt ikke placeret hos præsidenten, men derimod i Nepals ministerråd, der ledes af premierministeren.

## Liste over præsidenter
| № | Navn (Født–Død)              | Billede | Parti                                                                      | Valgt          | Indsat           | Ophørt           | Vicepræsident    | Stemmer                     |
| - | ---------------------------- | ------- | -------------------------------------------------------------------------- | -------------- | ---------------- | ---------------- | ---------------- | --------------------------- |
| 1 | Ram Baran Yadav (1948–)      |         | Nepali Congress                                                            | 2008           | 23. juli 2008    | 29. oktober 2015 | Parmanand Jha    | 308 / 601 (2. runde)        |
| 2 | Bidhya Devi Bhandari (1961–) |         | Communist Party of Nepal (Unified Marxist-Leninist)/ Nepal Communist Party | 2015           | 29. oktober 2015 | 14. marts 2018   | Nanda Kishor Pun | 327 / 601                   |
| 2 | Bidhya Devi Bhandari (1961–) | 2018    | Communist Party of Nepal (Unified Marxist-Leninist)/ Nepal Communist Party | 14. marts 2018 | 13. marts 2023   | 39.275 / 52.569  | Nanda Kishor Pun |                             |
| 3 | Ram Chandra Poudel (1944–)   |         | Nepali Congress                                                            | 2023           | 13. marts 2023   | 2 januar 2025    | Nanda Kishor Pun | 33,802 / 52,549             |
| 4 | Arnari than (1945-)          |         | Nepali Congress                                                            | 2024           | 2 januar 2025    |                  | Punliga rang     | 1200/934 (1runde) 1264/1226 |